# Mistrzostwa Świata U-20 w Rugby Union Mężczyzn 2013
Mistrzostwa Świata Juniorów w Rugby Union 2013 (IRB Junior World Championship 2013) – szóste mistrzostwa świata w rugby union dla drużyn narodowych do lat 20, organizowane przez IRB. Turniej został rozegrany we Francji w dniach 5–23 czerwca 2013 roku. Wzięło w nim udział dwanaście drużyn, a tytułu bronił zespół RPA.
Fédération Française de Rugby otrzymała prawa do organizacji mistrzostw pod koniec czerwca 2011 roku. Ramowy rozkład grup, meczów oraz stadiony zostały ogłoszone 8 listopada 2012 roku, ze szczegółami w połowie kwietnia 2013 roku. Panel arbitrów wyznaczono zaś 26 marca 2013 roku.
W rozegranym na Stade de la Rabine finale triumfowali Anglicy, którym ta sztuka udała się dopiero za czwartym razem, w poprzednich trzech próbach ulegali bowiem Nowozelandczykom. Reprezentacja USA po zajęciu ostatniego miejsca wypadła z rozgrywek młodzieżowej elity i w 2014 roku zagrała w Junior World Rugby Trophy.  Najwięcej punktów zdobył Argentyńczyk, Patricio Fernandez, w klasyfikacji przyłożeń z sześcioma zwyciężył zaś reprezentant RPA Seabelo Senatla.
Zaplanowano około 280 godzin transmisji docierających do 184 terytoriów na całym świecie, dodatkowo siedemnaście spotkań było transmitowanych w Internecie na oficjalnej stronie IRB. Najtańsze wejściówki kosztowały 7 euro.
W trakcie trwania turnieju IRB regularnie publikowała statystyki.

## Uczestnicy
W zawodach uczestniczyło jedenaście najwyżej sklasyfikowanych drużyn z poprzednich mistrzostw oraz zwycięzca Junior World Rugby Trophy 2012.
| Zespół                 | Liczba występów | Poprzednia pozycja |
| ---------------------- | --------------- | ------------------ |
| Południowa Afryka U-20 | 5               | 1                  |
| Nowa Zelandia U-20     | 5               | 2                  |
| Walia U-20             | 5               | 3                  |
| Argentyna U-20         | 5               | 4                  |
| Irlandia U-20          | 5               | 5                  |
| Francja U-20           | 5               | 6                  |
| Anglia U-20            | 5               | 7                  |
| Australia U-20         | 5               | 8                  |
| Szkocja U-20           | 5               | 9                  |
| Samoa U-20             | 4               | 10                 |
| Fidżi U-20             | 5               | 11                 |
| Stany Zjednoczone U-20 | 2               | awans z JWRT 2012  |

## Stadiony
| Miasto           | Stadion               | Pojemność          |
| ---------------- | --------------------- | ------------------ |
| La Roche-sur-Yon | Stade Henri Desgrange | 9 000              |
| Nantes           | Stade Pascal Laporte  | 1 500 (siedzących) |
| Vannes           | Stade de la Rabine    | 9 500              |

## Faza grupowa

### Grupa A
| 5 czerwca 201318:45 | Francja U-20 | 6:30 | Anglia U-20                                           | Stade Henri Desgrange, La Roche-sur-Yon Sędzia: Stuart Berry |
| 5 czerwca 201318:45 | Serin 6 (2K) | 6:30 | Slade 15 (3pd 3K) Cowan-Dickie 5 (P) Clifford 10 (2P) | Stade Henri Desgrange, La Roche-sur-Yon Sędzia: Stuart Berry |
| 5 czerwca 201318:45 | Placine      | 6:30 |                                                       | Stade Henri Desgrange, La Roche-sur-Yon Sędzia: Stuart Berry |

| 5 czerwca 201320:45 | Południowa Afryka U-20 | 97:0 | Stany Zjednoczone U-20 | Stade Henri Desgrange, La Roche-sur-Yon Sędzia: Shuhei Kubo |
| 5 czerwca 201320:45 | Pollard 5 (pd K) Smit 5 (P) Kolbe 5 (P) Senatla 20 (4P) Steenkamp 5 (P) Geduld 10 (2P) Preez 12 (6pd) Toit 5 (P) Kriel 10 (2P) Willemse 10 (2P) Obi 10 (2P) | 97:0 |                        | Stade Henri Desgrange, La Roche-sur-Yon Sędzia: Shuhei Kubo |

| 9 czerwca 201316:45 | Południowa Afryka U-20                          | 31:24 | Anglia U-20                                          | Stade Henri Desgrange, La Roche-sur-Yon Sędzia: Mike Fraser |
| 9 czerwca 201316:45 | Senatla 10 (2P) Preez 16 (2pd 4K) Plessis 5 (P) | 31:24 | Sloan 5 (P) Slade 9 (3pd K) Stooke 5 (P) Purdy 5 (P) | Stade Henri Desgrange, La Roche-sur-Yon Sędzia: Mike Fraser |
| 9 czerwca 201316:45 | Herbst                                          | 31:24 | Price                                                | Stade Henri Desgrange, La Roche-sur-Yon Sędzia: Mike Fraser |

| 9 czerwca 201318:45 | Francja U-20 | 45:3 | Stany Zjednoczone U-20 | Stade Henri Desgrange, La Roche-sur-Yon Sędzia: Andrew McMenemy |
| 9 czerwca 201318:45 | Mallet 13 (5pd K) Jedrasiak 5 (P) Parez 5 (P) Lacroix 5 (P) Cros 5 (P) Duhalde 5 (P) Wieprecht 5 (P) Selponi 2 (pd) | 45:3 | Bourke 3 (K)           | Stade Henri Desgrange, La Roche-sur-Yon Sędzia: Andrew McMenemy |

| 13 czerwca 201318:45 | Anglia U-20 | 109:0 | Stany Zjednoczone U-20 | Stade Henri Desgrange, La Roche-sur-Yon Sędzia: Andrew Lees |
| 13 czerwca 201318:45 | Purdy 10 (2P) Day 15 (3P) Sisi 10 (2P) Hooley 22 (11pd) Moriarty 15 (3P) Conlon 10 (2P) Devoto 7 (P pd) Howard 10 (2P) Stephenson 10 (2P) | 109:0 |                        | Stade Henri Desgrange, La Roche-sur-Yon Sędzia: Andrew Lees |

| 13 czerwca 201320:45 | Francja U-20                                               | 19:26 | Południowa Afryka U-20                                   | Stade Henri Desgrange, La Roche-sur-Yon Sędzia: Marius Mitrea |
| 13 czerwca 201320:45 | Regard 5 (P) Selponi 2 (pd) Tauleigne 5 (P) Serin 7 (P pd) | 19:26 | Swanepoel 5 (P) Pollard 11 (pd 3K) Obi 5 (P) Kolbe 5 (P) | Stade Henri Desgrange, La Roche-sur-Yon Sędzia: Marius Mitrea |

### Grupa B
| 5 czerwca 201318:45 | Irlandia U-20                 | 19:15 | Australia U-20                                             | Stade de la Rabine, Vannes Sędzia: Luke Pearce |
| 5 czerwca 201318:45 | Daly 14 (pd 4K) Scholes 5 (P) | 19:15 | Seuteni 3 (K) Staniforth 5 (P) Northam 5 (P) Burton 2 (pd) | Stade de la Rabine, Vannes Sędzia: Luke Pearce |
| 5 czerwca 201318:45 | Toleafoa                      | 19:15 |                                                            | Stade de la Rabine, Vannes Sędzia: Luke Pearce |

| 5 czerwca 201320:45 | Nowa Zelandia U-20 | 59:6 | Fidżi U-20  | Stade de la Rabine, Vannes Sędzia: Andrew McMenemy |
| 5 czerwca 201320:45 | Savea 5 (P) Adams 10 (2pd 2K) Collins 10 (2P) Fuatai 10 (2P) Visinia 5 (P) Dam 10 (2P) Scrafton 5 (P) Rangihuna 4 (2pd) | 59:6 | Waqa 6 (2K) | Stade de la Rabine, Vannes Sędzia: Andrew McMenemy |
| 5 czerwca 201320:45 | Kunavore · Tamani · Rokoduru · Galala · Rarasea                                                                         | 59:6 |             | Stade de la Rabine, Vannes Sędzia: Andrew McMenemy |

| 9 czerwca 201318:45 | Irlandia U-20                                                                               | 46:3 | Fidżi U-20 | Stade de la Rabine, Vannes Sędzia: Shuhei Kubo |
| 9 czerwca 201318:45 | Daly 11 (pd 3K) Sweetnam 10 (2P) Taylor 5 (P) Scholes 10 (2P) Leavy 5 (P) Scannell 5 (pd K) | 46:3 | Waqa 3 (K) | Stade de la Rabine, Vannes Sędzia: Shuhei Kubo |

| 9 czerwca 201320:45 | Nowa Zelandia U-20          | 14:10 | Australia U-20              | Stade de la Rabine, Vannes Sędzia: Dudley Phillips |
| 9 czerwca 201320:45 | Hickey 9 (3K) Edwards 5 (P) | 14:10 | Hodge 5 (pd K) Burton 5 (P) | Stade de la Rabine, Vannes Sędzia: Dudley Phillips |

| 13 czerwca 201318:45 | Nowa Zelandia U-20                                            | 31:26 | Irlandia U-20                                                        | Stade de la Rabine, Vannes Sędzia: Ian Davies |
| 13 czerwca 201318:45 | Hickey 11 (pd 3K) Tuipulotu 5 (P) Faiva 10 (2P) Visinia 5 (P) | 31:26 | Scannell 8 (pd 2K) Farrell 5 (P) Leavy 5 (P) Bryne 5 (P) Roche 3 (K) | Stade de la Rabine, Vannes Sędzia: Ian Davies |
| 13 czerwca 201318:45 | Grogan                                                        | 31:26 | Farrell                                                              | Stade de la Rabine, Vannes Sędzia: Ian Davies |

| 13 czerwca 201320:45 | Australia U-20                                                                                        | 46:12 | Fidżi U-20                                       | Stade de la Rabine, Vannes Sędzia: Mike Fraser |
| 13 czerwca 201320:45 | Hodge 12 (P 2pd K) Browning 5 (P) Lacey 5 (P) Baldwin 5 (P) Northam 5 (P) Latu 5 (P) Burton 9 (P 2pd) | 46:12 | Qionimacawa 5 (P) Bolenaivalu 5 (P) Bower 2 (pd) | Stade de la Rabine, Vannes Sędzia: Mike Fraser |
| 13 czerwca 201320:45 | Kerekere                                                                                              | 46:12 |                                                  | Stade de la Rabine, Vannes Sędzia: Mike Fraser |

### Grupa C
| 5 czerwca 201318:00 | Walia U-20                                                                                | 42:3 | Samoa U-20  | Stade Pascal Laporte, Nantes Sędzia: Andrew Lees |
| 5 czerwca 201318:00 | Amos 5 (P) Dixon 5 (P) Davies 12 (3pd 2K) Jones 5 (P) Bennett 5 (P) Jones 5 (P) Dee 5 (P) | 42:3 | Ah Ki 3 (K) | Stade Pascal Laporte, Nantes Sędzia: Andrew Lees |

| 5 czerwca 201320:00 | Argentyna U-20                                                          | 44:13 | Szkocja U-20                             | Stade Pascal Laporte, Nantes Sędzia: Marius Mitrea |
| 5 czerwca 201320:00 | Fernandez 29 (P 3pd 6K) Etchart 5 (P) Ezcurra 5 (P) 1 karne przyłożenie | 44:13 | Allan 3 (K) Farndale 5 (P) Bennett 5 (P) | Stade Pascal Laporte, Nantes Sędzia: Marius Mitrea |
| 5 czerwca 201320:00 | Auld                                                                    | 44:13 |                                          | Stade Pascal Laporte, Nantes Sędzia: Marius Mitrea |

| 9 czerwca 201315:00 | Argentyna U-20                                                                        | 28:16 | Samoa U-20                             | Stade Pascal Laporte, Nantes Sędzia: Ian Davies |
| 9 czerwca 201315:00 | Boffelli 6 (2K) Bernardini 5 (P) Fernandez 7 (2pd K) Matera 5 (P) 1 karne przyłożenie | 28:16 | Fenika 9 (3K) Solia 5 (P) Ah Ki 2 (pd) | Stade Pascal Laporte, Nantes Sędzia: Ian Davies |
| 9 czerwca 201315:00 | Matera                                                                                | 28:16 | Fenika · Peni                          | Stade Pascal Laporte, Nantes Sędzia: Ian Davies |

| 9 czerwca 201317:00 | Walia U-20                                      | 26:21 | Szkocja U-20                                | Stade Pascal Laporte, Nantes Sędzia: Stuart Berry |
| 9 czerwca 201317:00 | Davies 16 (2pd dg 3K) Warren 5 (P) Hughes 5 (P) | 26:21 | Allan 11 (pd 3K) Ashe 5 (P) Masterson 5 (P) | Stade Pascal Laporte, Nantes Sędzia: Stuart Berry |

| 13 czerwca 201316:45 | Walia U-20                      | 25:20 | Argentyna U-20                                   | Stade Henri Desgrange, La Roche-sur-Yon Sędzia: Luke Pearce |
| 13 czerwca 201316:45 | Davies 20 (pd dg 5K) Amos 5 (P) | 25:20 | Matera 5 (P) Fernandez 10 (2pd 2K) Cordero 5 (P) | Stade Henri Desgrange, La Roche-sur-Yon Sędzia: Luke Pearce |
| 13 czerwca 201316:45 | Petti Pagadizabal · Aguirre     | 25:20 |                                                  | Stade Henri Desgrange, La Roche-sur-Yon Sędzia: Luke Pearce |

| 13 czerwca 201319:00 | Szkocja U-20                                                                                  | 36:33 | Samoa U-20                                                                                       | Stade Pascal Laporte, Nantes Sędzia: Dudley Phillips |
| 13 czerwca 201319:00 | Farndale 5 (P) Allan 11 (P 3pd) Hoyland 5 (P) Fergusson 5 (P) Kilmartin 5 (P) Cooper 5 (pd K) | 36:33 | Nanai 5 (P) Broomhall 5 (P) Ah Ki 2 (pd) Amituanai 5 (P) Alatimu 6 (3pd) Peni 5 (P) Ah Sam 5 (P) | Stade Pascal Laporte, Nantes Sędzia: Dudley Phillips |
| 13 czerwca 201319:00 | Malaki                                                                                        | 36:33 |                                                                                                  | Stade Pascal Laporte, Nantes Sędzia: Dudley Phillips |

## Faza pucharowa

### Mecze o miejsca 9–12
|  | Półfinały | Półfinały              | Półfinały |  |  | Mecz o 9. miejsce  | Mecz o 9. miejsce      | Mecz o 9. miejsce  |
|  |           |                        |           |  |  |                    |                        |                    |
|  | 1         | Szkocja U-20           | 39        |  |  |                    |                        |                    |
|  | 4         | Stany Zjednoczone U-20 | 3         |  |  |                    |                        |                    |
|  |           |                        |           |  |  |                    | Szkocja U-20           | 24                 |
|  |           |                        |           |  |  |                    | Samoa U-20             | 33                 |
|  | 2         | Fidżi U-20             | 18        |  |  |                    |                        |                    |
|  | 3         | Samoa U-20             | 19        |  |  | Mecz o 11. miejsce | Mecz o 11. miejsce     | Mecz o 11. miejsce |
|  |           |                        |           |  |  |                    |                        |                    |
|  |           |                        |           |  |  |                    | Stany Zjednoczone U-20 | 12                 |
|  |           |                        |           |  |  |                    | Fidżi U-20             | 46                 |

| 18 czerwca 201318:00 | Samoa U-20                             | 19:18 | Fidżi U-20                       | Stade Pascal Laporte, Nantes Sędzia: Mike Fraser |
| 18 czerwca 201318:00 | Alatimu 9 (3K) Solia 5 (P) Ah Ki 5 (P) | 19:18 | Waqa 13 (P pd 2K) Rokoduru 5 (P) | Stade Pascal Laporte, Nantes Sędzia: Mike Fraser |

| 18 czerwca 201320:15 | Szkocja U-20                                                                 | 39:3 | Stany Zjednoczone U-20 | Stade Pascal Laporte, Nantes Sędzia: Shuhei Kubo |
| 18 czerwca 201320:15 | Bennett 22 (2P 3pd 2K) Steele 5 (P) Kilmartin 5 (P) Auld 5 (P) Cooper 2 (pd) | 39:3 | Audsley 3 (K)          | Stade Pascal Laporte, Nantes Sędzia: Shuhei Kubo |
| 18 czerwca 201320:15 | Banks · Fillikitonga                                                         | 39:3 |                        | Stade Pascal Laporte, Nantes Sędzia: Shuhei Kubo |

| 23 czerwca 201317:15 | Fidżi U-20                                                                                          | 46:12 | Stany Zjednoczone U-20                      | Stade Pascal Laporte, Nantes Sędzia: Stuart Berry |
| 23 czerwca 201317:15 | Waqa 17 (3P pd) Tuisese 5 (P) Doge 5 (P) Vatubua 5 (P) Rarasea 5 (P) Kunavore 5 (P) Douglas 4 (2pd) | 46:12 | Toluta'u 5 (P) Lindell 5 (P) Audsley 2 (pd) | Stade Pascal Laporte, Nantes Sędzia: Stuart Berry |

| 23 czerwca 201315:00 | Samoa U-20                                                  | 33:24 | Szkocja U-20                                     | Stade Pascal Laporte, Nantes Sędzia: Luke Pearce |
| 23 czerwca 201315:00 | Nanai 10 (2P) Alatimu 13 (2pd 3K) Slater 5 (P) Fonoti 5 (P) | 33:24 | Allan 14 (P 3pd K) Hoyland 5 (P) Fergusson 5 (P) | Stade Pascal Laporte, Nantes Sędzia: Luke Pearce |
| 23 czerwca 201315:00 | Nanai                                                       | 33:24 |                                                  | Stade Pascal Laporte, Nantes Sędzia: Luke Pearce |

### Mecze o miejsca 5–8
|  | Półfinały | Półfinały      | Półfinały |  |  | Mecz o 5. miejsce | Mecz o 5. miejsce | Mecz o 5. miejsce |
|  |           |                |           |  |  |                   |                   |                   |
|  | 1         | Argentyna U-20 | 22        |  |  |                   |                   |                   |
|  | 4         | Australia U-20 | 15        |  |  |                   |                   |                   |
|  |           |                |           |  |  |                   | Argentyna U-20    | 34                |
|  |           |                |           |  |  |                   | Francja U-20      | 37                |
|  | 2         | Irlandia U-20  | 8         |  |  |                   |                   |                   |
|  | 3         | Francja U-20   | 9         |  |  | Mecz o 7. miejsce | Mecz o 7. miejsce | Mecz o 7. miejsce |
|  |           |                |           |  |  |                   |                   |                   |
|  |           |                |           |  |  |                   | Australia U-20    | 28                |
|  |           |                |           |  |  |                   | Irlandia U-20     | 17                |

| 18 czerwca 201318:00 | Argentyna U-20                       | 22:15 | Australia U-20                          | Stade Henri Desgrange, La Roche-sur-Yon Sędzia: Dudley Phillips |
| 18 czerwca 201318:00 | Fernandez 17 (2P 2pd K) Schulz 5 (P) | 22:15 | Latu 5 (P) Burton 5 (pd K) Paraka 5 (P) | Stade Henri Desgrange, La Roche-sur-Yon Sędzia: Dudley Phillips |
| 18 czerwca 201318:00 | Matera                               | 22:15 | Dempsey                                 | Stade Henri Desgrange, La Roche-sur-Yon Sędzia: Dudley Phillips |

| 18 czerwca 201320:15 | Irlandia U-20               | 8:9 | Francja U-20 | Stade Henri Desgrange, La Roche-sur-Yon Sędzia: Andrew Lees |
| 18 czerwca 201320:15 | Murphy 5 (P) Scannell 3 (K) | 8:9 | Serin 9 (3K) | Stade Henri Desgrange, La Roche-sur-Yon Sędzia: Andrew Lees |
| 18 czerwca 201320:15 | Sweetnam                    | 8:9 |              | Stade Henri Desgrange, La Roche-sur-Yon Sędzia: Andrew Lees |

| 23 czerwca 201315:00 | Australia U-20                                                           | 28:17 | Irlandia U-20                  | Stade Henri Desgrange, La Roche-sur-Yon Sędzia: Marius Mitrea |
| 23 czerwca 201315:00 | McIntyre 3 (K) Burton 10 (2pd 2K) Parker 5 (P) Wells 5 (P) Northam 5 (P) | 28:17 | Scannell 12 (4K) Scholes 5 (P) | Stade Henri Desgrange, La Roche-sur-Yon Sędzia: Marius Mitrea |

| 23 czerwca 201317:15 | Argentyna U-20                                    | 34:37 | Francja U-20                                                        | Stade Henri Desgrange, La Roche-sur-Yon Sędzia: Ian Davies |
| 23 czerwca 201317:15 | Fernandez 19 (2pd 5K) Lezana 10 (2P) Matera 5 (P) | 34:37 | Thomas 10 (2P) Selponi 3 (K) Mallet 19 (2pd 2dg 3K) Jedrasiak 5 (P) | Stade Henri Desgrange, La Roche-sur-Yon Sędzia: Ian Davies |
| 23 czerwca 201317:15 | Matera                                            | 34:37 |                                                                     | Stade Henri Desgrange, La Roche-sur-Yon Sędzia: Ian Davies |

### Mecze o miejsca 1–4
|  | Półfinały | Półfinały              | Półfinały |  |  | Mecz o 1. miejsce | Mecz o 1. miejsce      | Mecz o 1. miejsce |
|  |           |                        |           |  |  |                   |                        |                   |
|  | 1         | Południowa Afryka U-20 | 17        |  |  |                   |                        |                   |
|  | 4         | Walia U-20             | 18        |  |  |                   |                        |                   |
|  |           |                        |           |  |  |                   | Walia U-20             | 15                |
|  |           |                        |           |  |  |                   | Anglia U-20            | 23                |
|  | 2         | Nowa Zelandia U-20     | 21        |  |  |                   |                        |                   |
|  | 3         | Anglia U-20            | 33        |  |  | Mecz o 3. miejsce | Mecz o 3. miejsce      | Mecz o 3. miejsce |
|  |           |                        |           |  |  |                   |                        |                   |
|  |           |                        |           |  |  |                   | Południowa Afryka U-20 | 41                |
|  |           |                        |           |  |  |                   | Nowa Zelandia U-20     | 34                |

| 18 czerwca 201318:15 | Południowa Afryka U-20                     | 17:18 | Walia U-20                                 | Stade de la Rabine, Vannes Sędzia: Luke Pearce |
| 18 czerwca 201318:15 | Herbst 5 (P) Pollard 7 (2pd K) Smith 5 (P) | 17:18 | Davies 8 (pd 2K) Jenkins 5 (P) Evans 5 (P) | Stade de la Rabine, Vannes Sędzia: Luke Pearce |

| 18 czerwca 201320:45 | Nowa Zelandia U-20                                  | 21:33 | Anglia U-20                                                 | Stade de la Rabine, Vannes Sędzia: Stuart Berry |
| 18 czerwca 201320:45 | Faiva 5 (P) Hickey 3 (K) Rure 8 (pd 2K) Emery 5 (P) | 21:33 | Slade 18 (3pd 4K) Hankin 5 (P) Watson 5 (P) Smallbone 5 (P) | Stade de la Rabine, Vannes Sędzia: Stuart Berry |

| 23 czerwca 201315:15 | Południowa Afryka U-20                                                                           | 41:34 | Nowa Zelandia U-20                                                         | Stade de la Rabine, Vannes Sędzia: Dudley Phillips |
| 23 czerwca 201315:15 | Obi 5 (P) Pollard 11 (4pd K) Bruin 5 (P) Senatla 5 (P) Steenkamp 5 (P) Smith 5 (P) Ungerer 5 (P) | 41:34 | Visinia 10 (2P) Hickey 9 (3pd K) Edwards 5 (P) Webber 5 (P) Manihera 5 (P) | Stade de la Rabine, Vannes Sędzia: Dudley Phillips |
| 23 czerwca 201315:15 | Manihera · Pongi                                                                                 | 41:34 |                                                                            | Stade de la Rabine, Vannes Sędzia: Dudley Phillips |

| 23 czerwca 201318:45 | Walia U-20                    | 15:23 | Anglia U-20                               | Stade de la Rabine, Vannes Sędzia: Mike Fraser |
| 23 czerwca 201318:45 | Evans 10 (2P) Davies 5 (pd K) | 15:23 | Slade 13 (2pd 3K) Nowell 5 (P) Hill 5 (P) | Stade de la Rabine, Vannes Sędzia: Mike Fraser |
| 23 czerwca 201318:45 | Barrow                        | 15:23 |                                           | Stade de la Rabine, Vannes Sędzia: Mike Fraser |

## Klasyfikacja końcowa
| Miejsce | Reprezentacja          |
| ------- | ---------------------- |
| złoto   | Anglia U-20            |
| srebro  | Walia U-20             |
| brąz    | Południowa Afryka U-20 |
| 4       | Nowa Zelandia U-20     |
| 5       | Francja U-20           |
| 6       | Argentyna U-20         |
| 7       | Australia U-20         |
| 8       | Irlandia U-20          |
| 9       | Samoa U-20             |
| 10      | Szkocja U-20           |
| 11      | Fidżi U-20             |
| 12      | Stany Zjednoczone U-20 |